# Bundesverband der Kurier-Express-Post-Dienste
Der Bundesverband der Kurier-Express-Post-Dienste e.V. ist ein Zusammenschluss von Arbeitgebern der Kurier-Express-Paket-Dienste und Postdienstleister.
1990 wurde die Vorläuferorganisation BdK Bundesverband des Kurierwesens gegründet und hat seinen Sitz in Berlin. Derzeitiger Vorsitzender ist Andreas Schumann. Nach eigenen Angaben hatte der BdKEP 2021 mehr als 3.200 Mitglieder.
Der Verein versteht sich als Ansprechpartner der Branche für Presse, Öffentlichkeit und politische Entscheidungsträger, also als Lobby-Organisation. Der BdKEP vertritt vorrangig Unternehmen, die mit Transportern und LKW Transporte durchführen. KEP-Unternehmen, die Transporte mit Hilfe von Lastenrädern durchführen, sind vorrangig im Partnerverband Radlogistikverband Deutschland e. V. (RLVD) vertreten. Die beiden Verbände sind an der gleichen Adresse ansässig.

## Postmindestlohn
Der BdKEP machte im Oktober 2007 gegen den Postmindestlohn mobil. Er schloss am 12. Dezember 2007 mit der Gewerkschaft der Neuen Brief- und Zustelldienste (GNBZ) einen Tarifvertrag, ebenfalls auch der Arbeitgeberverband Neue Brief- und Zustelldienste (AGVNBZ), der Mindestlöhne von 6,50 bis 7,50 Euro je Stunde vorsieht.
Darüber hinaus hat der BdKEP Klage gegen die am 1. Januar 2008 in Kraft getretene Rechtsverordnung zum Postmindestlohn nach dem Arbeitnehmer-Entsendegesetz (AEntG) beim Verwaltungsgericht Berlin eingereicht. Der Postmindestlohn war von der Postgewerkschaft ver.di zusammen mit dem Arbeitgeberverband Postdienste beantragt worden. Ver.di kündigte ihrerseits Klage gegen die Postunternehmen an, die nicht bereit sind, den Postmindestlohn zu zahlen.
Das Bundesverwaltungsgericht fällte in seinem Urteil am 28. Januar 2010 das endgültige Aus für den Postmindestlohn.

## Open Postal Alliance
Im Mai 2014 wurde vom BdKEP die Open Postal Alliance (OPAL) zum freien Wissensaustausch, Veranstaltungsorganisation, Publizieren und Technologie- und Standardentwicklung im Bereich der Postdienstleistungen, gegründet.
Weiter setzt sie sich für einen diskriminierungsfreien Zugang zu Logistikinfrastruktur wie z. B. dem Paketkasten-System der DHL ein.
Die publizierten Inhalte der OPAL sollen als freie Inhalte, orientiert an den Forderungen der Open Knowledge Foundation, veröffentlicht werden.